# Sprevani
Gli Sprevani erano una stirpe slava, insediatasi nella zona dell'attuale città di Berlino.

## Storia

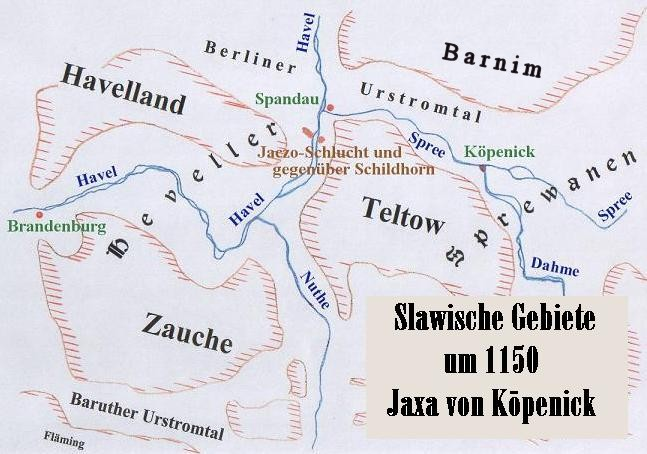
Mappa degl'insediamenti slavi nella zona di Berlino nel XII secolo.

Gli Sprevani raggiunsero verso il 720, nel corso delle Invasioni barbariche del V secolo, la zona di Berlino e s'insediarono nella sottile fascia di terra fra la Sprea e la Havel. Essi convissero con la popolazione di stirpe germanica ivi rimasta, che molto presto fu da essi assimilata. Oltre agli Sprevani vi erano da quelle parti, nel territorio del futuro quartiere berlinese di Cölln, i cosiddetti Evelli (noti anche come Stodorani). Essi s'insediarono nella zona occidentale del territorio dell'attuale città di Berlino, sulla riva del fiume Havel. Loro insediamento principale fu il territorio dell'attuale comune di Brandeburgo sulla Havel mentre quello degli Sprevani si trovava ove oggi sorge il quartiere berlinese di Köpenick.
Sprevani ed Evelli erano tribù appartenenti alla stirpe slava dei Veleti, stabilitisi in piccole città appartenente alla loro comunità. Vi erano numerose altre piccole sottostirpi, verosimilmente dirette dalla loro nobiltà, originariamente insediate in zone fortificate quali destinazioni della loro migrazione. Ai Veleti sono da ascrivere anche gli Ucrani, stabilitisi nello  Uckermark, i Redari ed i Circipani, stabilitisi nella parte orientale del Meclemburgo, come i Tollenser, insediati lungo il fiume Tollense. 
Sugli Sprevani si sa molto poco. Solo recenti ricerche e scavi effettuati dopo la seconda guerra mondiale, hanno consentito alcuni ritrovamenti nella rocca sita allora sull'attuale isola di Köpenick, alla confluenza della Dahme con la Sprea, sede del capo degli Sprevani, principe Jaxa di Köpenick, che condusse la resistenza contro Alberto I di Brandeburgo, fondatore della Marca di Brandeburgo, e che fu da questi definitivamente sconfitto a metà del 1157. 